# Fiat 133
Fiat 133 — субкомпактный автомобиль, разработанный компанией «SEAT», с которой в 1960-е годы компания Fiat заключила соглашение о совместной работе.
Fiat 133 должен был прийти на замену устаревавшим моделям 600 и 850, а также помочь компании «SEAT» выйти на новые рынки, тем самым компенсировав потери от снижения продаж в Испании, в связи с отменой ограничений на импорт автомобилей в Испанию в 1970-х годах.
При разработке 133 модели учитывалось, что автомобиль должен получиться недорогим в производстве и эксплуатации. В связи с этим, многие узлы автомобиля были унифицированы с моделью Fiat 850 и также как 850 модель автомобиль получил заднерасположенный двигатель и задний привод.
Следующим автомобилем в этой категории был переднеприводный Fiat 127.
Производство 133 модели началось в 1974 году, в апреле автомобиль был показан на автошоу в Барселоне. Всего было произведено около 127 000 экземпляров, в основном под маркой «Fiat». С 1977 по 1980 год автомобили производились в том числе и на заводе «Fiat» в Аргентине.
 Также, «Fiat 133»-«SEAT 133» появился в игре «My Summer Car», там он был представлен под названием «Fittan», и предназначается для перевозки игрока домой.